# منشأة فردو لتخصيب اليورانيوم
منشأة فردو لتخصيب اليورانيوم (بالفارسية: تأسیسات هسته‌ای فُردو) هي منشأة إيرانية نووية تحت الأرض تعمل على تخصيب اليورانيوم، تقع المنشأة على بعد 20 كم جنوب مدينة قم بالقرب من قرية فردو في موقع كان سابقًا قاعدة للحرس الثوري الإيراني. وهي ثاني المنشآت الإيرانية لتخصيب اليورانيوم، بعد منشأة نطنز.
تقع المنشأة داخل جبل، وتعتبر حصنًا محميًا خاصةً ضد الهجمات الجوية. تشغلها منظمة الطاقة الذرية الإيرانية وتحت إشراف الحرس الثوري.

## الإفصاح
أصبح الموقع معروفًا لأجهزة الاستخبارات الغربية قبل أن تكشف إيران للوكالة الدولية للطاقة الذرية في 21 سبتمبر/أيلول 2009 عن وجود منشأة لتخصيب اليورانيوم كانت غير مكتملة آنذاك. جاء هذا الكشف بعد محاولات إيرانية للاحتفاظ بالمنشأة سرًا. وأدان المسؤولون الغربيون إيران بشدة لعدم الكشف عن الموقع في وقت سابق؛ وقال الرئيس الأمريكي باراك أوباما إن موقع فردو كان تحت المراقبة الأمريكية. وتزعم إيران أن هذا الإفصاح كان متسقاً مع التزاماتها القانونية بموجب اتفاقية الضمانات مع الوكالة الدولية للطاقة الذرية، والتي تزعم إيران أنها تلزمها بالإعلان عن المنشآت الجديدة قبل 180 يوماً من استلامها للمواد النووية. وذكرت الوكالة الدولية للطاقة الذرية أن إيران ملزمة بموجب اتفاقها في عام 2003 بالإعلان عن المنشأة بمجرد أن تقرر بناءها.

## سعة
في بيانها الأول، قالت إيران إن الغرض من المنشأة هو إنتاج سادس فلوريد اليورانيوم UF6 مخصب بنسبة تصل إلى 5% من اليورانيوم-235، وأن المنشأة يجري بناؤها لتحتوي على 16 سلسلة، مع ما يقارب 3000 جهاز طرد مركزي. في سبتمبر/أيلول 2011، قالت إيران إنها ستنقل إنتاجها من اليورانيوم منخفض التخصيب بنسبة 20% إلى فردو من نطنز.
في ديسمبر/كانون الأول 2011، بدأت عملية التخصيب. وفي يناير/كانون الثاني 2012، أعلنت الوكالة الدولية للطاقة الذرية أن إيران بدأت في إنتاج اليورانيوم المخصب بنسبة تصل إلى 20% لأغراض طبية وأن هذه المواد "تظل تحت احتواء الوكالة ومراقبتها".
وبموجب خطة العمل الشاملة المشتركة الصادرة في أبريل/نيسان 2015، كان من المقرر إعادة هيكلة محطة فردو لاستخدامها في أغراض بحثية أقل كثافة. وكان من المقرر أن يتوقف منشأة فردو عن تخصيب اليورانيوم والبحث في تخصيب اليورانيوم لمدة لا تقل عن 15 عاما، كما كان من المقرر تحويل المنشأة إلى مركز للفيزياء والتكنولوجيا النووية. لمدة 15 عاما، لن تحتفظ إيران بأكثر من 1044 جهاز طرد مركزي من طراز IR-1 في ست مجموعات متتالية في جناح واحد من منشأة فردو. "وستشغل اثنتين من هذه السلاسل الستة بدون اليورانيوم وستحولا، بتعديل البنية التحتية المناسبة،" لإنتاج النظائر المشعة المستقرة للاستخدامات الطبية والزراعية والصناعية والعلمية. ستبقى السلاسل الأربع الأخرى مع جميع بنيتها التحتية معطلة. لا يُسمح لإيران بامتلاك أي مواد انشطارية في فردو.
Under the terms of the nuclear agreement with Iran, two-thirds of the centrifuges inside Fordo have been removed in recent months, along with all nuclear material. The facility is banned from any nuclear-related work and is being converted to other uses, eliminating the threat that prompted the attack plan, at least for the next 15 years.— The New York Times, February 16, 2016
في عام 2018، نشرت شركة ImageSat الإسرائيلية صورًا التقطتها الأقمار الصناعية تُظهر أعمال البناء والتطوير المتجددة في منشأة فردو.
في نوفمبر/تشرين الثاني 2019، أعلن رئيس المنظمة النووية الإيرانية علي أكبر صالحي أن إيران ستخصب اليورانيوم بنسبة 5٪ في فردو.
في يناير/كانون الثاني 2020، كان موقع فردو يحتوي على 1044 جهاز طرد مركزي مصمم لتخصيب سداسي فلوريد اليورانيوم .
في يناير/كانون الثاني 2021، بدأ موقع فردو في إنتاج اليورانيوم المخصب بنسبة 20٪.
في مارس/آذار 2023، أفادت شبكة CNN أنه عُثر على يورانيوم "يقترب من درجة الاستخدام في صنع القنابل" في فردو. وأكدت الوكالة الدولية للطاقة الذرية أنه اكتشفت نسبة نقاء 83.7% من اليورانيوم 235 في فردو، وأن هذا كان بمثابة مفاجأة كبيرة للوكالة.
وفي يونيو/حزيران 2024، أشارت الوكالة الدولية للطاقة الذرية إلى أن إيران قامت ببناء أجهزة طرد مركزي إضافية، في حين أشارت صحيفة واشنطن بوست إلى الأمر الإيراني بمضاعفة قدرة أجهزة الطرد المركزي في محطة فردو ثلاث مرات. وذكرت صحيفة تايمز أوف إسرائيل أنه أربع مجموعات جديدة من السلاسل رُكبت ولكن لم تُشغل بعد.

## تاريخ
وتقول السلطات الإيرانية إن المنشأة بنيت في عمق الجبل بسبب التهديدات المتكررة من جانب إسرائيل بمهاجمة مثل هذه المنشآت، والتي تعتقد إسرائيل أنها تستخدم لإنتاج الأسلحة النووية .
في نوفمبر/تشرين الثاني 2013، شكل مئات الإيرانيين، معظمهم من طلاب جامعة شريف للتكنولوجيا، برفقة رئيس منظمة الطاقة الذرية الإيرانية، علي أكبر صالحي، وعدد من ممثلي البرلمان، سلسلة بشرية حول منشأة فردو لتخصيب اليورانيوم. وكان الطلاب هناك لإظهار دعمهم للبرنامج النووي الإيراني.
في عام 2016، نشرت إيران أنظمة صواريخ مضادة للطائرات من طراز S-300 في الموقع.
وفي فبراير/شباط 2023، أشارت الوكالة الدولية للطاقة الذرية إلى أن محطة فردو قد تغيرت.

### الغارات الجوية الإسرائيلية عام 2025
في 13 يونيو 2025، هاجمت إسرائيل المنشأة في الضربات الإسرائيلية على إيران في يونيو 2025. وقالت القوات الإيرانية إنها أسقطت طائرة إسرائيلية دون طيار. ولم يكن من الواضح مدى الضرر لأن منشأة فردو النووية، مدفونة على عمق كبير تحت الأرض. وتشير صور الأقمار الصناعية والتقارير إلى أن بعض المواقع فوق الأرض في فردو ونطنز تعرضت لأضرار، لكن المنشآت تحت الأرض التي تضم أجهزة الطرد المركزي واليورانيوم المخصب لم تتعرض للاختراق. في 14 يونيو 2025، أعلنت منظمة الطاقة الذرية الإيرانية أن الأضرار التي لحقت بالموقع نتيجة للضربات كانت محدودة.

### القصف الأمريكي للمنشأة
فجر 22 يونيو 2025 [بتوقيت طهران] أعلن الرئيس الأمريكي دونالد ترمب قصف ثلاث منشآت نووية إيرانية هي فردو و‌أصفهان و‌نطنز. اُستعملت ست قاذفات بي 2 لإلقاء اثنتا عشرة قنبلة من طراز جي بي يو 57 لقصف منشأة فردو.

## روابط خارجية
- David Albright, Frank Pabian, and Andrea Stricker: The Fordow Enrichment Plant, aka Al Ghadir: Iran’s Nuclear Archive Reveals Site Originally Purposed to Produce Weapon-Grade Uranium for 1–2 Nuclear Weapons per Year – Institute for Science and International Security, March 13, 2019